# Одеради (Олицька міська громада)
Одера́ди — село в Україні, у Луцькому районі Волинської області. Входить до складу Олицької міської громади. Населення становить 356 осіб.

## Географія
Село розташоване на лівому березі річки Чорногузки.

## Історія
У 1906 році село Чаруківської волості Луцького повіту Волинської губернії. Відстань від повітового міста 19 верст, від волості 11. Дворів 30, мешканців 236.

## Населення
Згідно з переписом УРСР 1989 року чисельність наявного населення села становила 356 осіб, з яких 150 чоловіків та 206 жінок.
За переписом населення України 2001 року в селі мешкало 356 осіб.

### Мова
Розподіл населення за рідною мовою за даними перепису 2001 року:
| Мова       | Відсоток |
| ---------- | -------- |
| українська | 99,72 %  |
| російська  | 0,28 %   |